# Rhodobryum domingense
Rhodobryum domingense är en bladmossart som beskrevs av Bescherelle 1901. Rhodobryum domingense ingår i släktet rosmossor, och familjen Bryaceae. Inga underarter finns listade i Catalogue of Life.